# Synomelix
Synomelix is een geslacht van insecten uit de orde vliesvleugeligen (Hymenoptera) en de familie Ichneumonidae.

## Soorten
- S. albipes (Gravenhorst, 1829)
- S. faciator Idar, 1983
- S. fasciata (Davis, 1897)
- S. longitarsis (Ashmead, 1902)
- S. obesa (Davis, 1897)
- S. perfida (Woldstedt, 1874)
- S. signatipes (Cresson, 1868)